# MV Baragoola
Le MV Baragoola (anciennement SS Baragoola) est un ferry anciennement exploité par la Port Jackson & Manly Steamship Company (en) et ses successeurs Manly ferry services (en). Le sixième et dernier des traversiers de la Manly de type Binngarra, est entré en service en 1922. Depuis sa mise hors service en tant que ferry en 1983, le navire a depuis été possédé par un certain nombre de propriétaires qui ont tenté de trouver un nouveau rôle et de le restaurer. Depuis 2003, il est amarré à Balls Head Bay (en), du côté nord de Port Jackson, alors que les tentatives de restauration du navire se poursuivent.

## Contexte
La flotte de Port Jackson & Manly Steamship Company est passée relativement tard aux navires à propulsion par hélice et la flotte comprenait principalement des bateaux à aubes jusqu'aux premières années du XXe siècle. La difficulté de tourner dans les baies étroites du port de Sydney (en particulier dans le terminus très fréquenté de Circular Quay à Sydney Cove) a nécessité l'utilisation de navires à double extrémité. De plus, l'utilisation d'une hélice à l'extrémité avant d'un navire réduisait considérablement sa vitesse. Au début du XXe siècle, cet inconvénient de vitesse a été surmonté en augmentant la taille et la puissance du moteur.

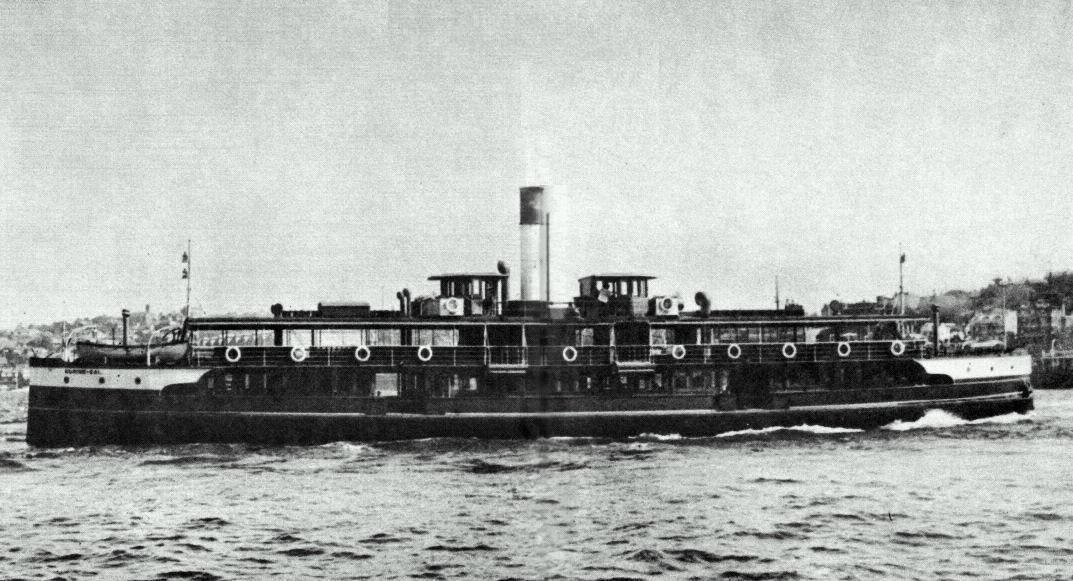
SS Kuring-gai vers1910

Les premiers ferries à hélice de Manly étaient deux navires innovants conçus par Walter Reeks (en) ; le SS Manly (en) (1896) et le SS Kuring-gai (en) (1901), qui deviendront les précurseurs des ferries de «classe Binngarra» : Binngarra (1905), Burra-Bra (1908), Bellubera (1910), Balgowlah (1912), Barrenjoey (1913) et Baragoola (1922), étaient conçu par Mort's Dock and Engineering. Ils étaient parmi les plus gros navires construits dans les chantiers australiens à l'époque et, de l'aveu des dirigeants de Mort's Dock, ils étaient construits plus pour le prestige que pour le profit.

## Conception et construction

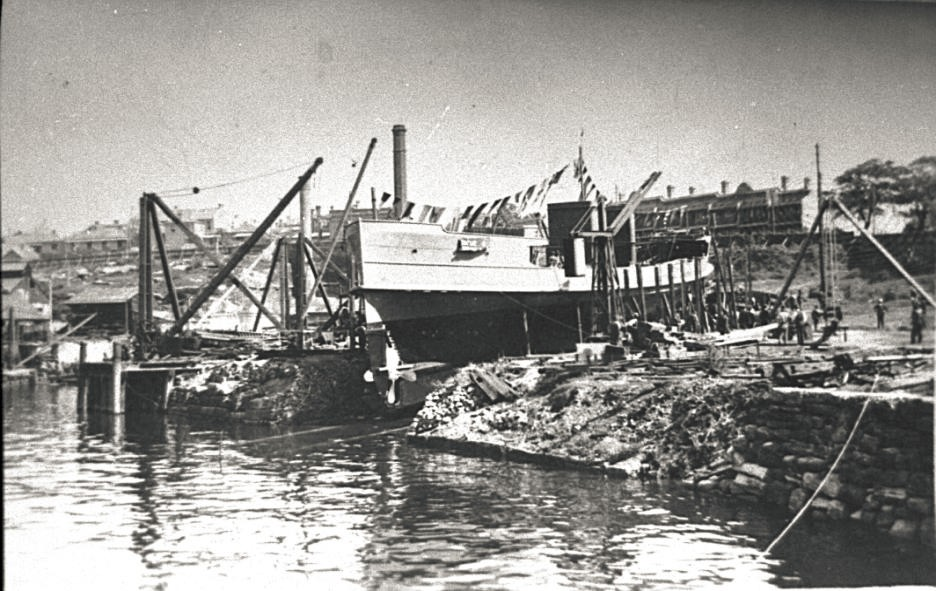
Lancement du Baragoola

Le 14 février 1922, Baragoola a été lancé par Mme Hunter McPherson. C'était le sixième et dernier navire de type "Binngarra". Tel que construit, le navire était propulsé par un moteur à vapeur à trois cylindres à triple expansion, développant 1 300 ch (970 kW), alimenté par deux chaudières multitubulaires horizontales marines. Lors des essais d'acceptation le 11 août 1922, le navire a atteint une vitesse moyenne de 27 km/h, avec un maximum de 28 km/h. En tant que bateau à vapeur, sa vitesse de travail était de 26 km/h.

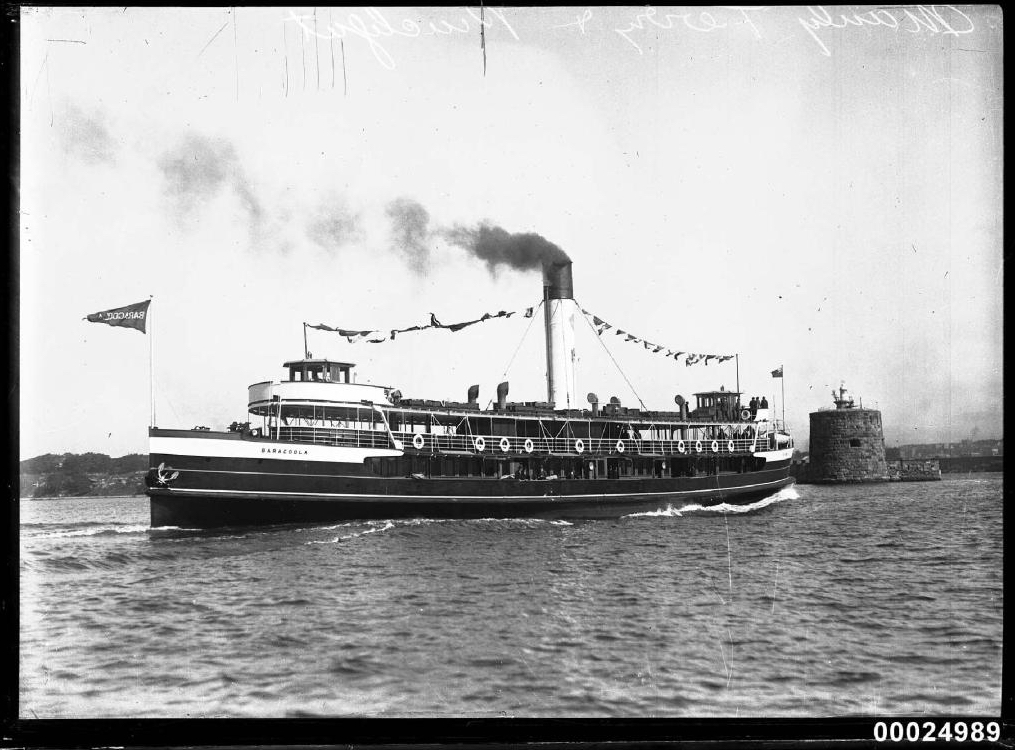
Baragoola effectuant des essais en mer 1922 sur le port de Sydney

Dans sa configuration d'origine à pont supérieur ouvert, il avait une capacité d'été de 1 218 passagers et une capacité hivernale de 926. À la suite de la fermeture de ses ponts supérieurs au début des années 1930, sa capacité était 1 523 passagers. Sur le pont inférieur, à l'arrière, se trouvait un salon pour femmes séparé avec des toilettes, une cabine principale et à l'avant un salon fumeur (généralement réservé aux hommes) avec des toilettes extérieures.
Il a été équipé d'un équipement de direction électrohydraulique après la Seconde Guerre mondiale qui a remplacé sa direction à chaîne précédente.
En 1961, le navire a été converti au diesel-électrique et son grand entonnoir remplacé par un court et trapu. Quatre diesels British Thomson-Houston (en) à 7 cylindres ont été installés, générant un total de 2 000 ch (1 500 kW) et entraînant deux nouveaux moteurs English Electric , lui permettant d'atteindre 30 km/h.

## Préservation
Baragoola a été vendu à Bob Hyde pour être utilisé comme université flottante. L'université n'a jamais vu le jour et le ferry a été immobilisé à Rozelle Bay (en) jusqu'en 1988, lorsqu'il a été revendu à David Ashton de Waterview Wharf à Balmain. À la fin de 2003, il a été expulsé du quai de Waterview et déplacé à Balls Head Bay (en) où il demeure aujourd'hui.
En 2009, après une période d'animosité de NSW Maritime (en), Ashton a offert le navire aux enchères et il est devenu la propriété d'Adrian Thompson, qui envisageait de mettre le navire au rebut. En mars 2010, le Baragoola a été vendu à la Baragoola Preservation Association, une organisation à but non lucratif qui a entrepris la tâche de restaurer le navire.

## Galerie

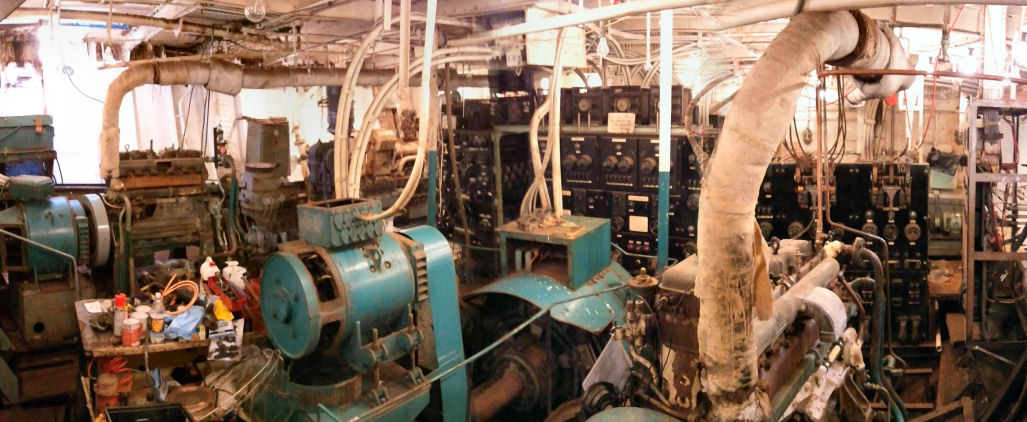
Salle des machines
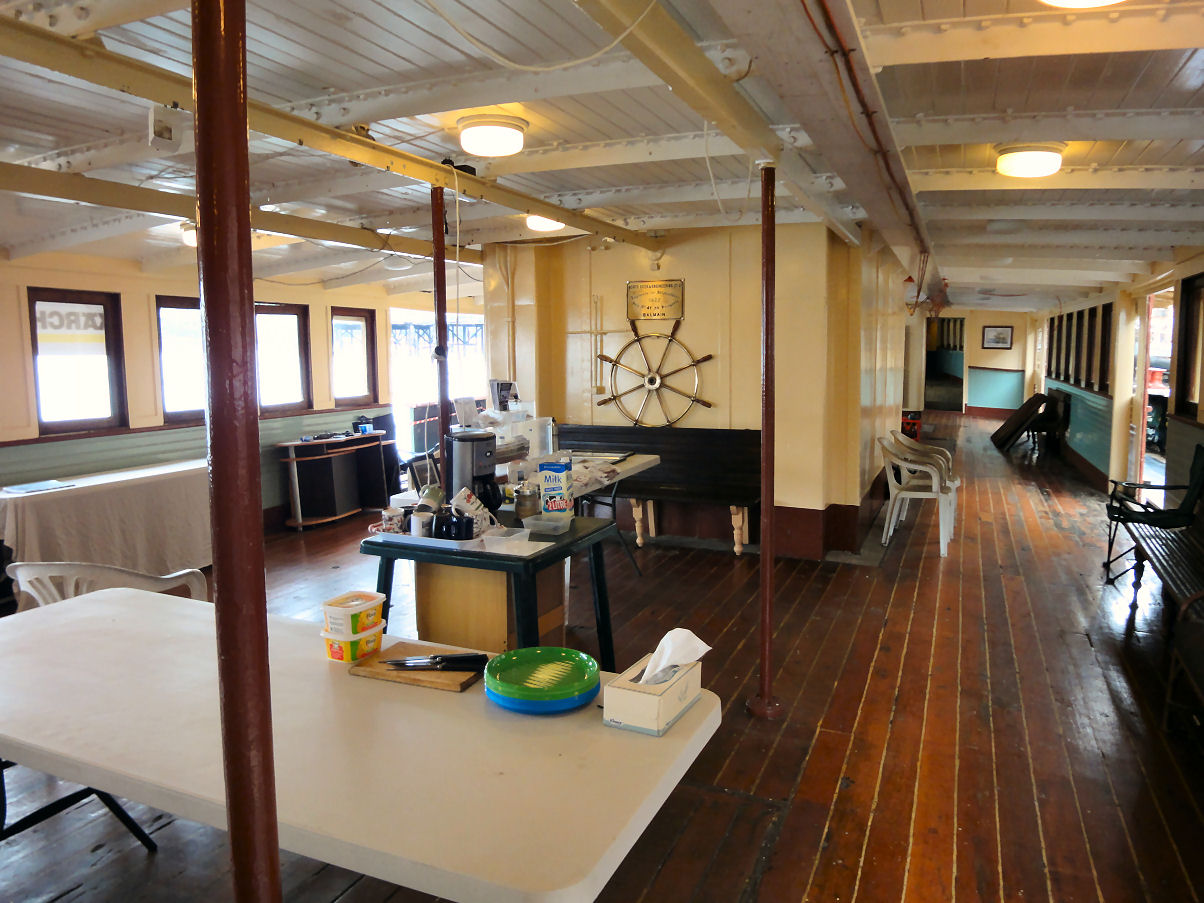
Cabine intérieure
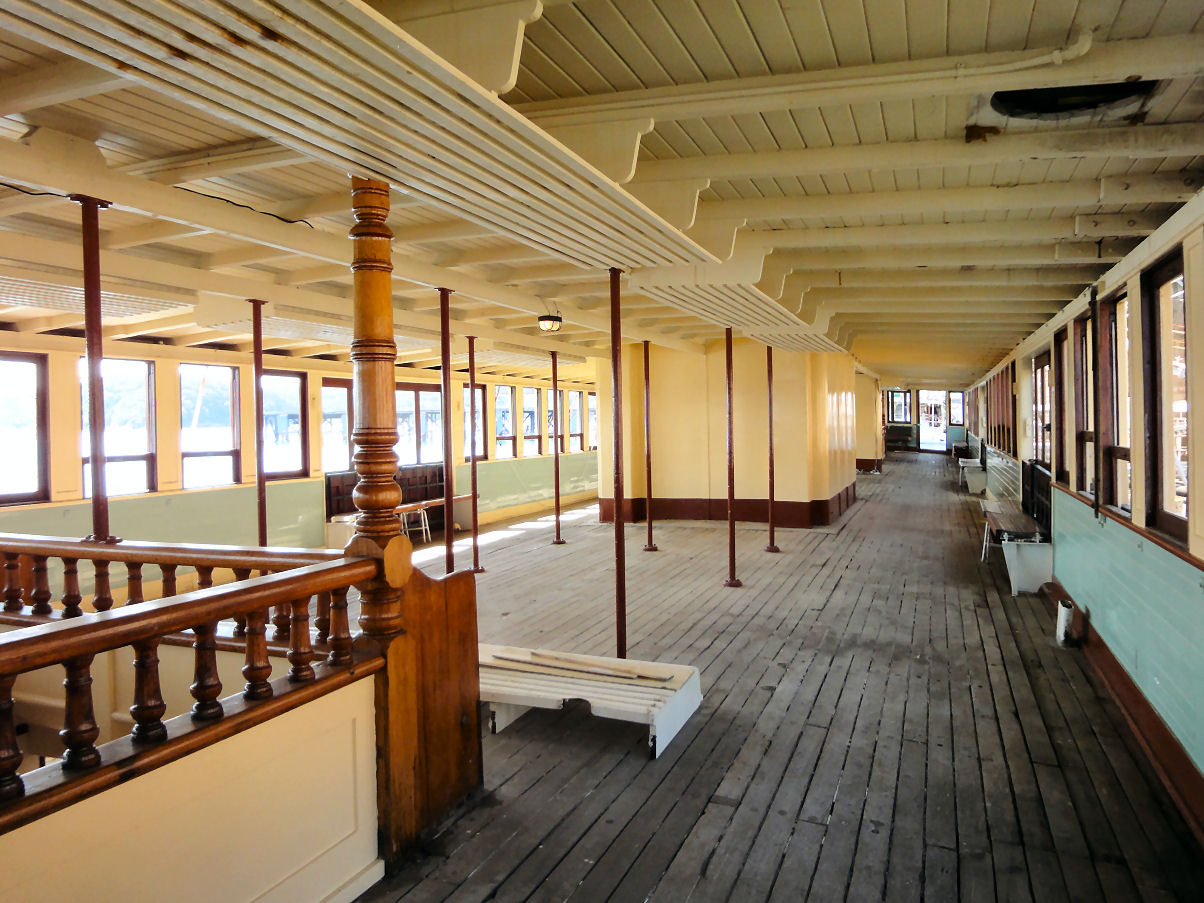
Pont intérieur